# Thiên niên kỷ 2
Thiên niên kỷ 2 Công Nguyên hay Kỷ nguyên chung là một thiên niên kỷ kéo dài từ năm 1001 đến năm 2000 (thế kỷ 11 đến thế kỷ 20; trong thiên văn học: JD 20866675 – 24519095 ).Thời kỳ này bao gồm Thời kỳ Trung kỳ Trung Cổ và Hậu kỳ Trung cổ của Cựu Thế giới, Thời kỳ Hoàng kim của Hồi giáo và thời kỳ Phục hưng, tiếp đến là thời kỳ cận đại, được đặc trưng bởi các cuộc chiến tranh tôn giáo tại Châu Âu, Thời đại Khai sáng, Thời đại Khám phá và giai đoạn thuộc địa. Hai thế kỷ cuối cùng của thời kỳ này trùng với lịch sử hiện đại, được đặc trưng bởi các cuộc cách mạng công nghiệp hóa, sự trỗi dậy của các quốc gia dân tộc, sự phát triển nhanh chóng của khoa học, giáo dục rộng rãi, chăm sóc sức khỏe toàn cầu và tiêm chủng ở tại các nước phát triển. Thế kỷ 20 chứng kiến một quá trình toàn cầu hóa ngày càng gia tăng, đáng chú ý nhất chính là hai cuộc Chiến tranh thế giới và sự hình thành sau đó của Liên hợp quốc. Thế kỷ 20 cũng mang bước tính đột phá về mặt công nghệ bao gồm công nghệ máy bay, truyền hình và chất bán dẫn, bao gồm cả mạch tích hợp. Thuật ngữ "Kỳ tích châu Âu" được đặt ra để ám chỉ sự phát triển chưa từng có về mặt văn hóa và mặt chính trị của thế giới phương Tây trong nửa sau của thiên niên kỷ, nổi lên vào thế kỷ 18 với tư cách là nền văn minh giàu có và quyền lực nhất thế giới, đã làm lu mờ đi triều đại nhà Thanh của Trung Quốc, thế giới Hồi giáo và cả Ấn Độ . Điều này cho phép các nước châu Âu tiến hành thực dân hóa phần lớn thế giới trong thiên niên kỷ này, bao gồm châu Mỹ, châu Phi, châu Đại Dương, Nam và Đông Nam Á.
Dân số thế giới trong thời kỳ này đã tăng chưa từng có trong lịch sử, từ khoảng 310 triệu người vào năm 1000 lên khoảng 6 tỷ người vào năm 2000. Tốc độ gia tăng dân số tăng đột biến trong khoảng thời gian này; dân số thế giới xấp xỉ tăng gấp đôi lên 600 triệu vào năm 1700, và tăng gấp ba lần nữa vào năm 2000, cuối cùng đạt khoảng 1,8% mỗi năm trong nửa sau của thế kỷ 20.

## Triều đại thành lập

### Ấn Độ
- Vương triều Hồi giáo Delhi (thế kỷ XII - XVI)
- Vương triều Mogul (thế kỷ XVI - XIX)

### Việt Nam
- Nhà Lý (từ Lý Thái Tổ đến nữ hoàng Lý Chiêu Hoàng)
- Nhà Trần (từ Trần Thái Tông đến Trần Thiếu Đế)
- Nhà Hồ (từ Hồ Quý Ly đến Hồ Hán Thương)
- Nhà Lê sơ (từ Lê Thái Tổ đến Lê Cung Hoàng)
- Nhà Mạc (từ Mạc Thái Tổ đến Mạc Toàn)
- Nhà Nguyễn (từ Gia Long đến Bảo Đại)

### Trung Quốc
- Nhà Tống (đến thế kỷ XIII)
- Nhà Nguyên (thế kỷ XIII - nửa sau thế kỷ XIV)
- Nhà Minh (nửa sau thế kỷ XIV - nửa đầu thế kỷ XVII)
- Nhà Thanh (nửa đầu thế kỷ XVII - khoảng đầu những năm 10 của thế kỷ XX)

### Lào
- Lan Xang (thế kỷ XIV - XVIII)
- Lào (từ thế kỷ XVIII)

### Campuchia
- Angkor (đến nửa đầu thế kỷ XIX)
- Cambodia (từ cuối thế kỷ XIX)

### Thái Lan
- Sukhothai (từ thế kỷ XIV - cuối thế kỷ XVIII)
- Xiêm (cuối thế kỷ XVIII - chưa rõ)
- Thái Lan (Năm 1238- hiện tại)

### Indonesia
- Vương triều Mô-giô-pa-hít (giữa những năm 10 của thế kỷ XIII - cuối những năm 20 của thế kỷ XVI)
- Indonesia (chưa rõ - chưa rõ)

### Myanmar
- Pa-gan

### Chăm Pa
- Chăm Pa (thế kỷ II - giữa thế kỷ XI)
- Chiêm Thành (giữa thế kỷ XI - ?)